# Trophée des champions 2007
La Supercoppa di Francia 2007 (ufficialmente Trophée des champions 2007) è stata la trentunesima edizione della Supercoppa di Francia, la dodicesima organizzata dalla Ligue de Football Professionnel.
Si è svolta il 28 luglio 2007 allo Stade de Gerland di Lione tra l'Olympique Lione, vincitore della Ligue 1 2006-2007, e il Sochaux, vincitore della Coppa di Francia 2006-2007.
A conquistare il titolo è stato l'Olympique Lione che ha vinto per 2-1 con reti di Sidney Govou, nominato miglior giocatore della partita, e Cris dopo il gol del momentaneo vantaggio del Sochaux realizzato da Valter Birsa.

## Partecipanti
| Squadre         | Qualificazione                             | Partecipazioni precedenti (il grassetto indica la vittoria) |
| --------------- | ------------------------------------------ | ----------------------------------------------------------- |
| Olympique Lione | Vincitore della Ligue 1 2006-2007          | 7 (1967, 1973, 2002, 2003, 2004, 2005, 2006)                |
| Sochaux         | Vincitore della Coppa di Francia 2006-2007 | Nessuna                                                     |

## Tabellino
| Arbitro: | Biton |

|                    |           |           |
| Govou 21’ Cris 43’ | Marcatori | 13’ Birsa |

| O. Lione | Sochaux |

### Formazioni
| Olympique Lione: |    |                    |     |     |
|                  |    |                    |     |     |
| P                | 1  | Grégory Coupet     |     |     |
| D                | 20 | Anthony Réveillère |     |     |
| D                | 4  | Patrick Müller     |     |     |
| D                | 3  | Cris (c)           |     |     |
| D                | 2  | François Clerc     |     | 81’ |
| C                | 14 | Sidney Govou       |     |     |
| C                | 6  | Kim Källström      |     |     |
| C                | 28 | Jérémy Toulalan    | 69’ |     |
| C                | 23 | Abdul Kader Keïta  |     | 67’ |
| A                | 10 | Karim Benzema      |     |     |
| A                | 7  | Milan Baroš        |     | 67’ |
| A disposizione:  |    |                    |     |     |
| P                | 30 | Rémy Vercoutre     |     |     |
| D                | 11 | Fabio Grosso       |     | 81’ |
| D                | 32 | Sandy Paillot      |     |     |
| C                | 5  | Mathieu Bodmer     |     | 67’ |
| C                | 18 | Hatem Ben Arfa     |     | 67’ |
| C                | 26 | Fábio Santos       |     |     |
| A                | 12 | Loïc Rémy          |     |     |
| Allenatore:      |    |                    |     |     |
| Alain Perrin     |    |                    |     |     |

| Sochaux:        |    |                   |     |     |
|                 |    |                   |     |     |
| P               | 1  | Teddy Richert (c) |     |     |
| D               | 28 | Stéphane Pichot   |     |     |
| D               | 2  | Rabiu Afolabi     |     |     |
| D               | 23 | Hakim El Bounadi  |     |     |
| D               | 14 | Bojan Jokić       | 69’ |     |
| C               | 19 | Badara Sène       | 55’ | 73’ |
| C               | 7  | Romain Pitau      |     |     |
| C               | 12 | Michaël Isabey    |     |     |
| C               | 37 | Stéphane Dalmat   |     | 85’ |
| C               | 20 | Valter Birsa      |     | 52’ |
| A               | 4  | Sébastien Grax    |     |     |
| A disposizione: |    |                   |     |     |
| P               | 30 | Matthieu Dreyer   |     |     |
| D               | 34 | Maxime Josse      |     |     |
| C               | 29 | Vincent Nogueira  |     |     |
| A               | 10 | Álvaro Santos     |     | 85’ |
| A               | 11 | Julien Quercia    |     | 73’ |
| A               | 26 | Mevlüt Erdinç     | 57’ | 52’ |
| Allenatore:     |    |                   |     |     |
| Frédéric Hantz  |    |                   |     |     |